# Гретель (повесть)
«Гре́тель» (англ. The Gingerbread Girl, дословно: «Пряничная девушка») — повесть американского писателя Стивена Кинга в жанре драмы с элементами саспенса, впервые опубликованная в США в журнале «Esquire» от 15 июня 2007 года. В 2008 году повесть была издана в США в составе авторского сборника «После заката». На русском языке была опубликована издательством «АСТ» в 2011 году в составе этого же сборника.
Английское название повести («The Gingerbread Girl») является аллюзией на сказку «Пряничный человечек» — аналог сказки про Колобка. В русском переводе название теряет эту аллюзию, отсылаясь на другую, но похожую сказку («Гензель и Гретель»).

## Структура повести
Оглавление
```
01. Только быстрый бег 
02. Судя по голосу, ты плачешь 
03. Опустевший Вермиллион-Ки наслаждался покоем 
04. Не очень хороший человек 
05. Он хочет показать ей мышку 
06. По-прежнему 9:15 
07. Будет больно 
08. На стене у кровати висела фотография 
09. Сила тяжести — наше всё 
10. Её удивляла лишь красота 
11. Она поднялась и побежала 
12. Наверное, такой вариант мне больше нравится
```

## Сюжет
Молодая женщина из Кливленда Эмили Оуэнсби, прожившая со своим мужем Генри 6 лет (последние 4 из которых были потрачены на попытки завести ребёнка), потеряла долгожданную новорождённую дочку Эми — она умерла во сне. Пытаясь отвлечься от мыслей о смерти дочери и заодно избавиться от появившихся жутких головных болей, Эмили начинает заниматься быстрым бегом; постепенно она начинает воспринимать его как «магическое действие», а слова «поможет только быстрый бег» становятся для Эмили практически мантрой. Проходит 6 месяцев, и эмоции, скрученные в пружину, однажды толкают её на разрыв с Генри — не выдержав его нравоучений, она швыряет в него книгой и убегает из дома (в самом прямом смысле):

Итак, Эмили Оуэнсби сбежала по подъездной аллее, затем вниз по холму к мини-маркету «Продукты от Коузи», затем на гаревую дорожку Колледжа Южного Кливленда. Она сбежала в отель «Моррис», сбежала от опостылевшего мужа, без оглядки, как сбегают уставшие терпеть женщины, у которых под ногами горит прошлое. Чуть позже Эмили (с помощью «Саутвест эрлайнз») сбежала в Форт-Майерс, штат Флорида, а там взяла напрокат машину и покатила на юг к Нейплсу.— Стивен Кинг, «Гретель»
Оказавшись на острове Вермиллион-Ки в архипелаге Флорида-Кис, где у её отца Рассела был летний коттедж «Зелёный шалаш», Эмили начинает новую и по-спартански строгую жизнь без чтения газет, просмотра телевизора и выхода в Интернет на стареньком компьютере — она только ест, спит, читает старые детективы в мягком переплёте и бегает. По прошествии двух месяцев она изучила уже почти всё побережье Вермиллион-Ки и окрепла настолько, что могла пробежать по пляжу «шесть, а то и семь миль в день». Других жителей (кроме Эмили, живущей в «Зелёном шалаше») на острове не было, на него приезжали в основном на сезонный отдых и приезжали только очень богатые люди. Среди особняков богачей, каждому из которых Эмили придумала прозвища, особо выделялись три «дворца» на южной стороне острова:

…«Дворец» с колоннами окрестила «Тарой», окружённый металлическим забором-решёткой — «Тюрьмой», огромный, спрятанный за уродливой стеной из серого бетона — «Секретным объектом», а второй (после отцовского) дом небольшого размера, обсаженный пальметто и фенакоспермумами — «Логовом троллей», обитатели которого весь сезон питаются исключительно печеньем для троллей.— Стивен Кинг, «Гретель»

## Персонажи

### Главные персонажи
- Эмили Оуэнсби (в девичестве Джексон) — молодая женщина, главная героиня повествования. После смерти своей новорождённой дочери начала заниматься бегом, чтобы отвлечься от навязчивых мыслей и головной боли («мигреней от Эм»). Намеревалась вернуть себе девичью фамилию, сбежав от мужа, с которым прожила 6 лет. На острове Вермиллион-Ки, возвращаясь с очередной пробежки, вошла в чужой двор, увидев свисающую из багажника автомобиля окровавленную прядь волос и попала в руки Пикеринга.
- Джеймс (Джим) Пикеринг — эксцентричный миллионер, мужчина 50-ти лет, бывающий на Вермиллион-Ки наездами (2 раза в год) и всякий раз с новой девушкой. Девушек он называет «племянницами» и привозит их в свой особняк на автомобиле; обычно их после этого никто не видит, но считается, что он потом увозит их на своей яхте (всегда стоящей у причала) в Сент-Питерсберг. Обнаруживает Эмили в тот момент, когда она увидела в багажнике автомобиля тело его очередной «племянницы», оглушает её, связывает и уходит, чтобы (предположительно) убить единственного возможного свидетеля (Холлиса). По возвращении он застаёт Эмили почти освободившейся и пускается за ней в погоню, во время которой он убивает молодого латиноамериканца (как ненужного свидетеля), но Эмили удаётся физически вымотать Пикеринга и завлечь его в залив, где он тонет.
- Генри Оуэнсби — муж Эмили. Слабохарактерный и туповатый человек.
- Рассел (Расти) Джексон — отец Эмили. Проживает в Таллахасси. Начинал как автомеханик, на момент начала повествования является одним из важных персон студенческого городка университета штата Флорида. После побега от мужа Эмили в первую очередь звонит ему, и он предлагает дочери уединиться и провести время в его коттедже «Зелёный шалаш» на Вермиллион-Ки.

### Второстепенные персонажи
- Ричард (Дик) Холлис — смотритель разводного моста между материком и островом Вермиллион-Ки, худощавый мужчина лет 50-70-ти. В своё время дружил с отцом Эмили, предупредил её о приезде Пикеринга (отметив, что он «не очень хороший человек») и посоветовал держаться от него подальше («Если пригласит пропустить стаканчик или даже выпить чашечку кофе со своей новой „племянницей“, лучше отказаться… а если позовёт в круиз, следует отказаться категорически»)[4]. Дальнейшая судьба Холлиса остаётся неизвестной — предположительно, Пикеринг убил его, когда оставил Эмили запертой и связанной в своём особняке.
- Николь — молодая девушка-блондинка, последняя из «племянниц» Пикеринга. Когда он начал домогаться её, ударила его ножом в руку, но Пикеринг отнял нож и зверски убил её.

### Третьестепенные персонажи
- Эми Оуэнсби — новорождённая дочь Эмили и Генри. Её необъяснимая смерть во сне стала причиной порыва Эмили к занятиям бегом.
- Ребекка (Бекки) — подруга детства Эмили. Когда-то они вместе едва не свалились с высокого дерева и отец Эмили научил их, как нужно падать с высоты, чтобы при приземлении ничего не сломать (впоследствии этот навык помог Эмили при побеге из особняка Пикеринга).
- Дебра Джексон — жена Рассела, мать Эмили. Умерла от рака яичников.
- Доктор Мендес — практикующий врач-терапевт, прописавший Эмили золмитриптан[англ.] от головных болей.
- Сьюзан Штайнер — лечащий врач Эмили. Эмили солгала мужу, что именно она посоветовала ей начать заняться бегом, хотя после смерти дочери ни разу к ней не наведывалась.
- Мариетта — женщина, которая (по словам отца Эмили) должна была приходить и наводить порядок в его коттедже на Вермиллион-Ки. В повести не появляется.
- Мелоди — подруга Рассела Джексона.
- Джоди Андерсон — соседка Эмили, увидевшая её бегущей на стадионе практически до потери сознания и доложившая об этом Генри, что вызвало семейную ссору.
- Роберт (Бобби) Трикетт — продавец-букинист, у которого Эмили покупала детективы в мягком переплёте во время проживания на Вермиллион-Ки.

### Вымышленные герои, упомянутые мимоходом
- Скрудж Макдак — персонаж диснеевского мультсериала «Утиные истории». Триллионер-скопидом, любящий свои богатства до умопомрачения — он в буквальном смысле купается в деньгах, ныряя в них с вышки, но расстаться даже с одной монеткой для него равносильно отрезанию конечности. Прообразом Скруджа Макдака послужил главный герой «Рождественской песни» Чарльза Диккенса, а само имя «Скрудж Макдак» стало нарицательным. В повести со Скруджем Макдаком сравнивается Пикеринг.
- Журналистка Дафни Блейк, археолог Велма Динкли и немецкие доги Скуби-Ду и Скрэппи-Ду — персонажи мультсериала киностудии «Hanna-Barbera».
- Роуд Раннер (Дорожный бегун) — персонаж серии мультфильмов «Looney Tunes», прототипом которого стала птица из семейства кукушковых (распространена в Северной и Центральной Америке). Птицы этого вида хоть и могут летать, но предпочитают передвигаться бегом, имеют сильные длинные ноги и способны при беге развивать скорость до 20 км/ч. Эта характерная черта персонажа «Looney Tunes» отображена в Эмили: для неё бег — смысл жизни.
- Шляпник — персонаж сказки Льюиса Кэрролла «Алиса в Стране чудес». В повести Эмили сравнивает с ним Пикеринга.

### Реальные люди, упомянутые мимоходом
- Рэймонд Чандлер, Эван Хантер (Эд Макбейн) и Джон Д. Макдональд — писатели. Популярные авторы остросюжетных детективов, книги которых в мягком переплёте покупала и читала Эмили.
- Клинт Иствуд, Мэри-Кейт Олсен и Эшли Олсен (в повести названы только по фамилии), Стивен Сигал, Шон Коннери и Арнольд Шварценеггер — актёры и актрисы, фильмы с которыми Эмили и Бекки очень любили в подростковом возрасте.
- Норман Роквелл — художник (на последнем фото живая Николь выглядит как «официантка с первых картин Нормана Рокуэлла»); Ньюэлл К. Уайет — художник-иллюстратор (индианку из книги с его иллюстрациями напоминает себе Эмили, когда заворачивается в одеяло перед побегом из особняка Пикеринга).
- «Rockets» — французская рок-группа, карьера которой началась в 1975 году. Известны своим имиджем «пришельцев из космоса» и одними из первых в истории музыки масштабными шоу с использованием целого каскада спецэффектов (в частности, «инопланетных» декораций, пиротехники и лазеров). Упоминаются в повести в тот момент, когда Эмили во время бегства от Пикеринга по берегу Вермиллион-Ки осознаёт: «Даже если её крик услышат проплывающие мимо на лодках, Пикеринг вряд ли стушуется. В нынешнем состоянии ему море по колено — он попытается заколоть её даже в киноконцертном зале „Рэдио-Сити“ в разгар выступления шоу-группы „Рокетс“»[4].

## Отсылки к другим произведениями Кинга
- Образ женщины, взбунтовавшейся против обстоятельств и сбежавшей от мужа, рассматривается в романе «Роза Марена».
- Образ связанной женщины, беспомощной перед затаившимся поблизости маньяком, был использован в романе «Игра Джералда».
- Мотив особняков богачей, высящихся на островах подобно за́мкам и таящих за своими стенами самых неожиданных и порой опасных обитателей, возникает в романе «Дьюма-Ки»; в этом романе действие также разворачивается на Флорида-Кис.
- В романе «Бессонница» есть персонаж Чарльз (Чарли) Пикеринг — родственник Джеймса (Джима) Пикеринга, параноик и член «Нашего дела» (одной из группировок движения «Друзей жизни», выступавшего против абортов), который провёл несколько лет в психиатрической клинике Джунипер-Хилл.

## Интересные факты
В повести на одной из футболок Эмили изображена надпись «Support The Support Team!» («Поддержи команду поддержки!»), что является отсылкой к телесериалу «Герои» (он шёл по телевидению на момент публикации повести).